# 国分胤光
国分 胤光（こくぶん たねみつ、仁治2年（1241年）? - 嘉元2年4月16日（1304年5月21日）?）は、日本の鎌倉時代に陸奥国宮城郡にいたとされる武士である。陸奥国の国分氏第4世の当主とされるが、実在しない可能性もある。
国分氏は南北朝時代から戦国時代末まで宮城郡南部を領した一族である。後世の系図によれば、鎌倉時代には国分荘を領したとされる。胤光の名は、江戸時代に佐久間義和が編纂した「平姓国分氏系図」に現れる。父は国分胤重、母は中村宗長の女。弟に胤嗣、定光がいて、姉妹2人はそれぞれ武石朝胤と小泉秀国の妻になった。自らは留守家広の女を娶って、3男2女を儲けた。息子が国分重胤、信光、胤次で、娘はそれぞれ葛西清房と郷六忠政の妻になった。
系図によれば彦五郎を名乗り、官位として従五位下、左衛門尉を称した。正嘉2年（1258年）3月1日、征夷大将軍宗尊親王の参詣に従った。文永11年（1274年）6月には将軍惟康親王により奥州の主政に補されたという。
正嘉2年（1258年）の随兵については、『吾妻鏡』に「国分五郎跡国分彦五郎」の名で見える。だが、その彦五郎が胤光といって陸奥国に住んでいた人物かは問題となる。国分五郎は千葉氏から国分氏に改めた国分胤通で、下総国と陸奥国の国分氏がともに祖にあおぐ。陸奥の国分氏の諸系図は、下総出身の胤通が奥州合戦の恩賞で陸奥の国分荘を得て国分氏の祖になったとする。だが、胤通とその子孫は下総で活動を続けており、そこに残された系図に胤光の名はない。
学説的には、胤通と以降の国分氏惣領が代々陸奥国に居住したとするもの、領有は認めるが移住は否定し庶子が派遣された程度であろうとするもの、領有も移住も否定するものに分かれる。系図をそのままで承認しない後二説では、将軍に随兵した国分彦五郎は下総の国分氏の人物となる。領有・移住を肯定する説の論者にとっても諸系図の信頼性は低いので、やはり胤光の実在性には疑問が残る。